# Theridion saanichum
Theridion saanichum là một loài nhện trong họ Theridiidae.
Loài này thuộc chi Theridion. Theridion saanichum được Ralph Vary Chamberlin & Wilton Ivie miêu tả năm 1947.